# Prise de Fatahua
Guerre franco-tahitienne
La prise de Fatahua, bataille de Fatahua, prise du fort de Fatahua, Fautaua ou Fautahua est une bataille déterminante de la guerre franco-tahitienne qui s'est déroulée à Tahiti le 17 décembre 1846. Victoire décisive de l'armée française sur les troupes maohies, elle marque un point final dans la conquête de Tahiti par la France, dans le cadre de la constitution de son second empire colonial.

## Déroulement

### Contexte
Lors de la guerre franco-tahitienne, qui dure depuis 1844, un groupe de Tahitiens rebelles se réfugie dans le fort de la Fautaua, sur les hauteurs de Pirae. Ils ont été chassés de la vallée par les troupes de Bruat envoyées par la Monarchie de Juillet pour réprimer l'insurrection s'étant déclenchée après que le protectorat français eut été imposé par la France à la reine Pōmare IV.

### Combat
La route menant au col est protégée par une redoute crénelée, construite en 1846 par les Français.
Le combat voit l'engagement, côté français, d'une part des troupes débarquées par l'Uranie, apparentées au 1er RIMa. Le capitaine de corvette Bonard emporte la position, très bien préparée, lors d'un assaut le 17 décembre 1846. Cet assaut est mené par deux colonnes. L'une, menée par Tariiri, Tahitien au service de la France, lance l'assaut, pendant qu'une attaque de diversion est réalisée par la colonne menée par le commandant Masset. Cette attaque se fait du côté le plus escarpé de la position, l'assaut se faisant en escaladant à la corde les à-pic. Les insurgés se débandent sans combattre.

### Épilogue
Bruat réussit son coup décisif contre la rébellion. Il fait envoyer des émissaires aux chefs de camps de Punaruu et Papenoo pour annoncer le caractère sans appel de sa victoire. Les camps annoncent leur reddition les 22 et 24 décembre, mettant ainsi un terme à la guerre franco-tahitienne.

## Postérité
La bataille reste comme un haut fait des troupes d'infanterie de marine. Le nom « Fatahua » a été brodé sur le drapeau du 2e RIMa[réf. nécessaire].
Le peintre Sébastien Charles Giraud, membre de l'expédition de Tahiti en donne deux toiles en 1857, intitulées Prise du fort de Fautahua à Tahiti et Fausse prise du fort de Fautahua à Tahiti conservées au Musée national du Château de Versailles.